# Кондор, Лана
Лана Тереза Кондор (англ. Lana Therese Condor; род. 11 мая 1997) — американская актриса вьетнамского происхождения. Сыграла Джубилейшен Ли / Джубили в фильме 2016 года «Люди Икс: Апокалипсис».

## Биография
Лана Кондор родилась 11 мая 1997 года в городе Кантхо, Вьетнам. 6 октября 1997 года её удочерили американские родители, Мэри Кэрол Хоболд и Роберт Кондор. У неё есть сводный брат Артур. При рождении получила имя Чан Донг Лан, но после удочерения при крещении оно было изменено на имя Лана Тереза Кондор. Её отец — журналист, он дважды был номинантом Пулитцеровской премии, а также был вице-президентом Yahoo! Sports. Она выросла в Чикаго, Иллинойс. Кондор с семьёй жила на острове Уидби, штат Вашингтон, и Нью-Йорке. Они поселились в Санта-Монике, Калифорния, когда ей было 15 лет.
В детстве Кондор изучала балет, в том числе с балетом Джоффри. Она продолжила танцевать с балетом Лос-Анджелеса и училась театру импровизации. Также посещала занятия Нью-Йоркской киноакадемии и Йельской летней консерватории для актёров, в 2014 году была ученицей Калифорнийской летней школы искусств. В старшей школе училась в Профессиональной школе испольнительных искусств в Нью-Йорке. В 2015 году окончила академию Нотр-Дам в Лос-Анджелесе. Кондор была зачислена в Университет Лойолы Мэримаунт.
Дебютной ролью Ланы Кондор стала роль мутантки Джубилейшен Ли \ Джубили в супергеройском фильме «Люди Икс: Апокалипсис» Брайана Сингера, вышедшем 27 мая 2016 года. Она снялась в фильме Питера Берга «День патриота», описывающем события и последствия взрывов на Бостонском марафоне. Фильм вышел в прокат 21 декабря 2016 года. В следующем году она снялась в романтическом триллере «Любовница из старшей школы» вместе с Джеймсом Франко и Джулией Джонс. Премьера фильма состоялась 4 февраля 2017 года на канале Lifetime.
Кондор сыграет Койоми в фильме Джеймса Кэмерона «Алита: Боевой ангел», основанном на манге «Battle Angel». Планируемая дата выхода фильма — 20 июля 2018 года. Кондор сыграла Лару Джин Кови в романтическом фильме «Всем парням, которых я любила», основанном на одноимённом романе Дженни Хан. Продюсировал фильм Уилл Смит.
Кондор будет играть Лекси в романтической комедии «Летняя ночь» вместе с Анали Типтон и Джастином Чэтвином. Кондор была выбрана на роль Сайи Куроки в пилоте сериала «Смертельный класс», экранизации одноимённого комикса Рика Ремендера. Сериал вышел на телеканале Sci Fi Channel.

## Личная жизнь
С 2015 года встречается с актёром Энтони Де Ла Торре.
В январе 2022 года Кондор и Де Ла Торре объявили о помолвке. В октябре 2024 года они поженились.

## Фильмография
| Год  |    | Русское название                            | Оригинальное название                  | Роль                     |
| ---- | -- | ------------------------------------------- | -------------------------------------- | ------------------------ |
| 2016 | ф  | Люди Икс: Апокалипсис                       | X-Men: Apocalypse                      | Джубилейшен Ли / Джубили |
| 2016 | ф  | День патриота                               | Patriots Day                           | Ли                       |
| 2017 | тф | Любовница из старшей школы                  | High School Lover                      | Эллисон                  |
| 2018 | ф  | Всем парням, которых я любила раньше        | To All the Boys I've Loved Before      | Лара Джин Сонг Кови      |
| 2018 | ф  | Алита: Боевой ангел                         | Alita: Battle Angel                    | Койоми                   |
| 2018 | ф  | Летняя ночь                                 | Summer Night                           | Лекси                    |
| 2019 | с  | Академия смерти                             | Deadly Class                           | Сайя Куроки              |
| 2020 | ф  | Всем парням: P.S. Я все еще люблю тебя      | To All the Boys: P.S. I Still Love You | Лара Джин Сонг Кови      |
| 2021 | ф  | Всем парням: С любовью...                   | To All the Boys: Always and Forever    | Лара Джин Сонг Кови      |
| 2021 | с  | Начальная школа «Эбботт»                    | Abbott Elementary                      | Оливия                   |
| 2022 | ф  | Крутой взлёт                                | Moonshot                               | Софи                     |
| 2023 | мф | Руби Гильман: Приключения кракена-подростка | Ruby Gillman, Teenage Kraken           | Руби Гильман             |
| 2026 | ф  | Койот против «Акме»                         | Coyote vs. Acme                        | Пейдж                    |
|      | ф  | Ballerina Overdrive                         | Ballerina Overdrive                    |                          |

## Награды
| Год  | Премия              | Номинация      | Фильм                           | Результат |
| ---- | ------------------- | -------------- | ------------------------------- | --------- |
| 2019 | Премия канала «MTV» | Лучший поцелуй | «Всем парням, которых я любила» | Победа    |